# Trasvase (enología)

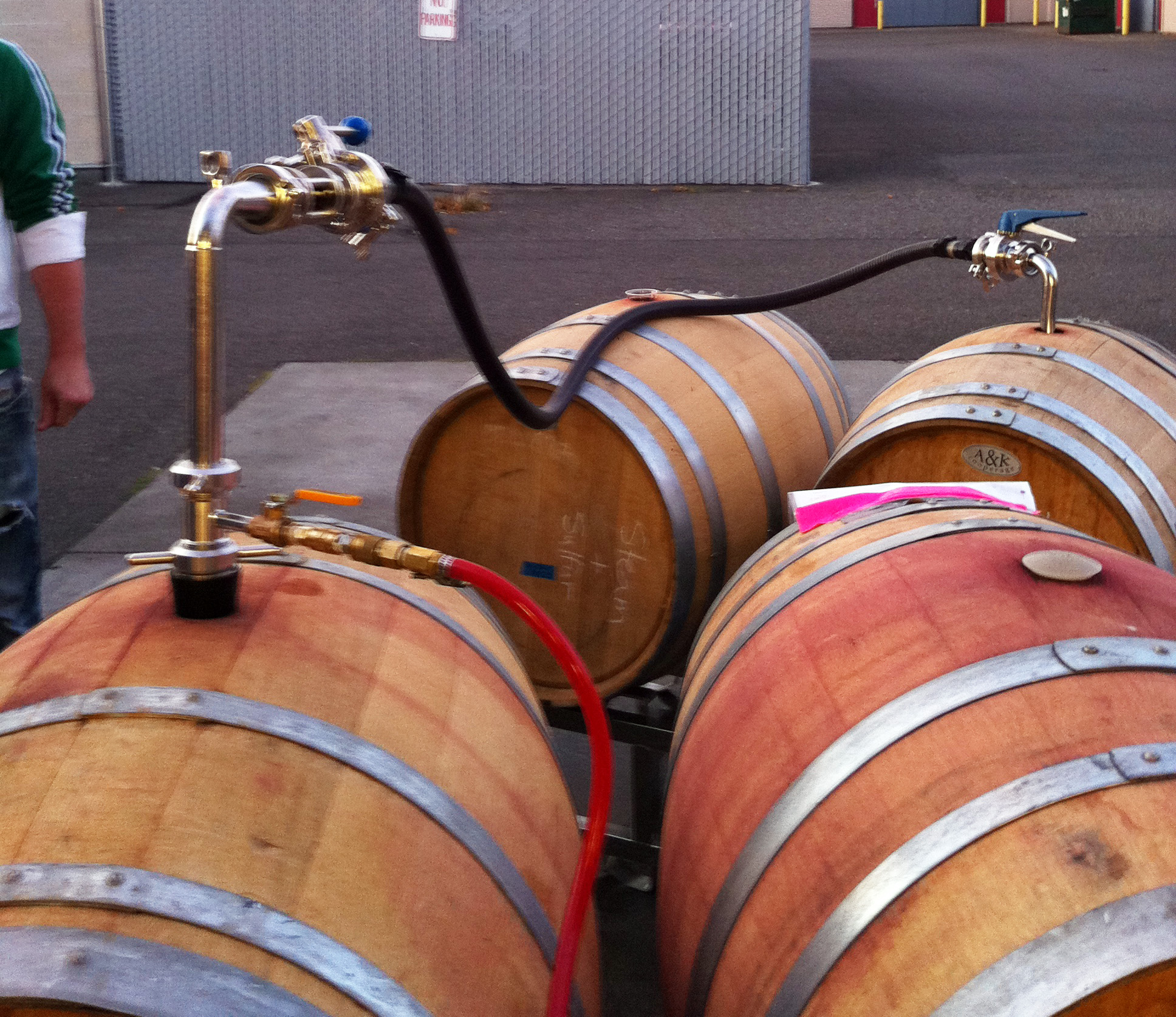
Trasvase de vino tinto.

El trasvase, a menudo denominado soutirage o soutirage tradicional (que significa trasiego en francés), también filtrado o clarificación, es el proceso de mover vino o cerveza de un recipiente a otro usando la gravedad en lugar de una bomba, lo que puede ser perjudicial para la bebida. El procedimiento también es conocido como Abstich en alemán y travaso en italiano.
La Enciclopedia de vinos y licores de Alexis Lichine define el trasvase como "extraer vino o cerveza de los posos de vino (en el caso del vino) o de los residuos (en el caso de la cerveza), a un barril u otro recipiente nuevo y limpio". Los trasvases permiten aclarar y ayudan en la estabilización. El vino que se deja envejecer sobre lías a menudo desarrolla "sabores desagradables". Se utiliza una manguera o tubo de trasvase que se puede conectar a un bastón para facilitar la tarea. El proceso de trasvase se repite varias veces durante la crianza del vino.

## Proceso

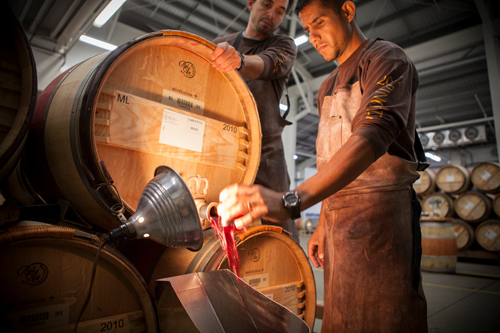
Trasvase.

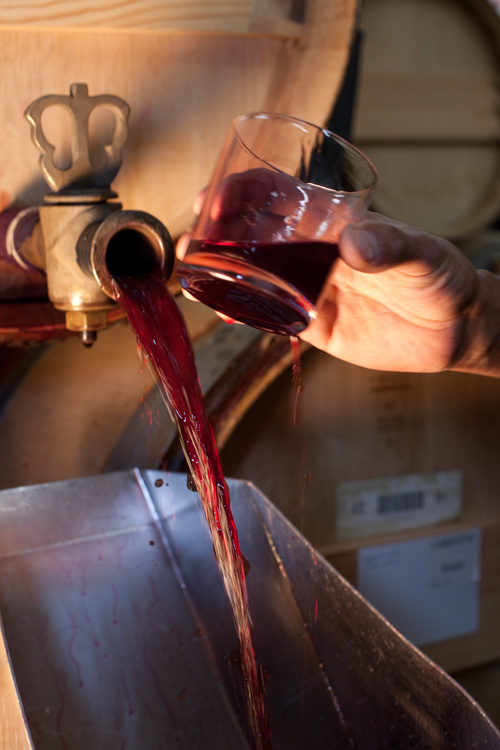
Trasvase del merlot de Bodegas Twomey.

El trasvase o soutirage es un método tradicional en la producción de vino que consiste en mover el vino de un barril a otro mediante la gravedad en lugar de una bomba. El proceso se repite cuando las barricas se trasladan a la bodega de segundo año. Soutirage se desarrolló en la región francesa de Burdeos en el siglo XIX, en una época en la que no había electricidad para accionar las bombas. Muchas fincas, como las de Burdeos y algunas de Pomerol y St. Emilion, todavía emplean este método que requiere mucha mano de obra. Durante la crianza, el vino se trasvasa varias veces de barrica en barrica. Este proceso suaviza los taninos, clarifica el vino y potencia las cualidades aromáticas. Según Oz Clarke, "tradicionalmente el vino se 'trasvasa' o se extrae del barril o tanque a otro vacío en varias ocasiones (llamado soutirage). Esto ayuda a clarificar y refrescar el vino eliminando las lías finas o sedimentos que se forman y proporciona una pequeña cantidad de oxígeno para ayudar en el proceso de envejecimiento. El vino también se puede 'clarificar' (collage) usando clara de huevo u otros materiales para sedimentar las partículas en suspensión que luego se eliminan mediante un posterior trasvase. A menudo se aplica clara de huevo a cada barril durante el proceso.

## Equipo
Una manguera de trasvase es una manguera de plástico flexible que se utiliza para trasvasar vino o cerveza de un recipiente a otro. Se utiliza tanto en operaciones de trasvase como de embotellado. Un bastón de trasvase es un tubo rígido, a menudo doblado o en forma de L, que se fija a la manguera de trasvase para facilitar el trasvase. Se coloca una tapa protectora sobre el extremo inferior del bastón que permite que el líquido ingrese al bastón desde arriba en lugar de desde abajo, manteniendo afuera la mayoría de los sólidos grandes. El tapón permite bajar la punta de la caña cerca de las lías sin alterarlas indebidamente. Inicialmente, la punta inferior de la caña de trasvase debe sostenerse aproximadamente a medio camino entre la superficie y las lías y bajarse gradualmente a medida que el volumen disminuye debido al sifón.